# Radamés Furlan
Radamés Martins Rodrigues Furlan (Rio de Janeiro, 17 de Abril de 1986),  é um ex-futebolista brasileiro que atuava como volante. Participou do reality show A Fazenda em 2023, tendo deixado indefinidamente sua carreira no futebol. Em 2025, venceu a sétima temporada de Power Couple Brasil, competindo ao lado da esposa Caroline Furlan.

## Carreira
Radamés iniciou a carreira como profissional no Fluminense, em 2005. O Atleta foi emprestado ao Juventude, e ao Náutico em 2007. Permaneceu no Náutico até setembro de 2008, quando foi novamente emprestado, desta vez ao Al-Jazira Club nos Emirados Árabes.
Em julho de 2009, foi reintegrado ao elenco do Fluminense.
Em 2010 atuou no Botafogo-SP.
Em 2011 foi contratado pelo Volta Redonda, para disputa do Campeonato Carioca.
No dia 21 de dezembro de 2011, Radamés assinou o primeiro contrato com o Boa Esporte, de Varginha - Minas Gerais, para disputar a temporada 2012.
Em 2013 também jogou no Icasa.
Em 2014 jogou no Vila Nova e no final do ano foi transferido para o Tractor Sazi do Irã.
Em 2015 voltou para o Brasil para atuar no Paysandu e logo depois voltou a assinar contrato com o Boa Esporte, onde permaneceu até o fim de 2017
Em 2018 acertou sua ida para o Brasiliense e ficou até 2023, quando decidiu deixar o clube para participar do Reality show A Fazenda 15.

## Filmografia
| Ano  | Título              | Função                   | Notas        | Ref.  |
| ---- | ------------------- | ------------------------ | ------------ | ----- |
| 2023 | A Fazenda           | Participante (10º lugar) | Temporada 15 | [ 4 ] |
| 2025 | Power Couple Brasil | Participante (Vencedor)  | Temporada 7  | [ 2 ] |

## Títulos
Fluminense
- Campeonato Carioca de Futebol: 2005
- Vice-Campeão da Copa Sul-Americana: 2009

Juventude
- Vice-Campeão do Campeonato Gaucho: 2007

Náutico
- Vice-Campeão do Campeonato Pernambucano: 2008

Al-Jazira
- Vice-Campeão da Liga Árabe: 2009

Botafogo-SP
- Campeonato Paulista Do Interior: 2010

Boa Esporte
- Taça Minas Gerais: 2012
- Campeonato Brasileiro - Série C: 2016
- Acesso a primeira divisão do Campeonato Mineiro: 2017

Brasiliense
- Copa Verde: 2020